# Magnus Schmidt
Magnus Hansen Schmidt, född 13 juni 1900 i Rødding, död 1993, var en dansk kemist.
Schmidt reste 1920 till Paris i syfte att studera det andliga livet i Frankrike, men övergick snart till kemi och tog i januari 1929 doktorsgraden vid Sorbonne på avhandlingen Étude sur le Glucinium et son chlorure. Han skrev flera vetenskapliga artiklar i "Mémoires présentés à la Société Chimique" och i "Revue de Métallurgie" (om beryllium). Han var assistent på Paris kommunala laboratorium 1925–1928 och blev efter disputationen föreståndare för ett nytt laboratorium vid Sorbonnes kemiska institution och hösten 1929 föreståndare för ett statslaboratorium i Franska Indokina.
Schmidt uppges ha utvecklat en ny och bättre metod att framställa beryllium i rent tillstånd. Han var emellertid själv tveksam till metodens praktiska användbarhet, dels för att råämnet beryll är dyrt, dels för att proceduren för framställningen mycket omständlig. Dessutom bildas mycket giftiga gaser vid framställningen, något som ledde till att Schmidt och flera av hans kollegor drabbades av förgiftning.